# Edward Trevelyan
Edward Norman Trevelyan (San Pedro, 14 augustus 1955) is een Amerikaans zeiler.
Trevelyan werd in 1984 in eigen land samen met zijn ploeggenoten de gouden medaille in de Soling in eigen land.
Trevelyan werd in 1979 wereldkampioen in de Soling.

## Wereldkampioenschappen
| Jaar | Plaats | Resultaten |
| ---- | ------ | ---------- |
| 1979 | Visby  | Soling     |

## Olympische Zomerspelen
| Jaar | Plaats     | Resultaten |
| ---- | ---------- | ---------- |
| 1984 | Long Beach | Soling     |

1972: William Allen / William Bentsen / Harry Melges ·
1976: Valdemar Bandolowski / Erik Hansen / Poul Richard Høj Jensen ·
1980: Valdemar Bandolowski / Erik Hansen / Poul Richard Høj Jensen ·
1984: Roderick Davis / Robert Haines / Edward Trevelyan ·
1988: Thomas Flach / Bernd Jäkel / Jochen Schümann ·
1992: Jesper Bank / Steen Secher / Jesper Seier ·
1996: Thomas Flach / Bernd Jäkel / Jochen Schümann ·
2000: Jesper Bank / Henrik Blakskjær / Thomas Jacobsen